# Dana Musilová
Dana Musilová (* 2. května 1958, Pelhřimov) je česká historička a vysokoškolská pedagožka zaměřující se na dějiny 20. století a gender history.

## Životopis
Dana Musilová se narodila 2. května 1958 v Pelhřimově. V letech 1977 až 1981 vystudovala Filozofickou fakultu Univerzity Karlovy a o rok později získala titul PhDr.. Do roku 1989 pracovala v Ústavu československých a světových dějin Československé Akademie věd. V letech 1991–1993 působila jako odborná asistentka na Fakultě sociálních věd Univerzity Karlovy a do roku 1995 též v Ústavu pro soudobé dějiny AV ČR. Od roku 1997 pracovala jako odborná asistentka na Pedagogické fakultě Univerzity Hradec Králové, po vzniku Filozofické fakulty přestoupila působí v Historickém ústavu téže fakulty.
Roku 2011 byla na Univerzitě Hradec Králové jmenována docentkou a o 4 roky později profesorkou pro obor české a československé dějiny. Spolupracovala na pořadu Českého rozhlasu Osudové ženy či Ženy a válka a vystupuje též v pořadu Historie.cs. Zastává funkci tajemnice Sdružení historiků České republiky.

## Dílo
Dana Musilová se zabývá zejména dějinami 20. století, gender history a dějinami sociální politiky. Publikuje v Českém časopise historickém a Východočeských listech historických. Často spolupracuje s Marií Bahenskou a Libuší Heczkovou.